# Atlantic (Iowa)
Atlantic é uma cidade localizada no estado americano de Iowa, no Condado de Cass.

## Demografia
Segundo o censo americano de 2000, a sua população era de 7257 habitantes. 
Em 2006, foi estimada uma população de 6896, um decréscimo de 361 (-5.0%).

## Geografia
De acordo com o United States Census Bureau tem uma área de 
21,2 km², dos quais 21,1 km² cobertos por terra e 0,1 km² cobertos por água. Atlantic localiza-se a aproximadamente 369 m acima do nível do mar.

## Localidades na vizinhança
O diagrama seguinte representa as localidades num raio de 20 km ao redor de Atlantic. 